# Traduzioni della Bibbia in romeno

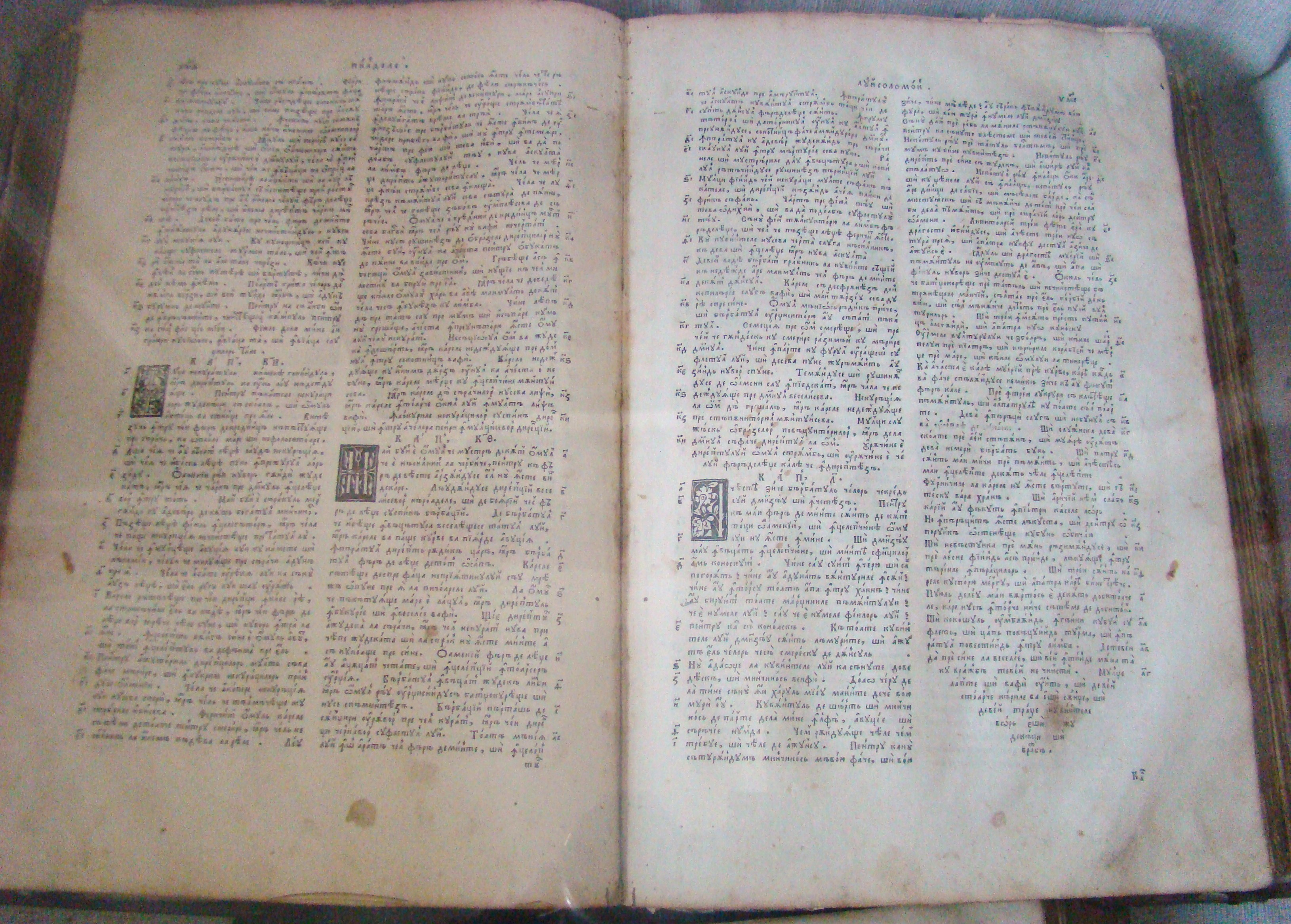
Bibbia di Șerban Cantacuzino (1688)

La prima traduzione della Bibbia in romeno è la calvinista Palia de la Orăștie (Antico Testamento di Orăștie, città della Transilvania chiamata in latino Saxopolis) risalente al 1581/1582. I traduttori erano pastori calvinisti romeni della Transilvania. La prima traduzione completa in romeno fu fatta nel 1688 (detta "Biblia de la Bucureşti", Bibbia di Bucarest). L'Antico Testamento fu tradotto da Nicolae Milescu, moldavo di nascita, a Costantinopoli. Il traduttore si basò sulla Septuaginta (la versione in greco dell'Antico Testamento) pubblicata a Francoforte nel 1597. Il manoscritto fu successivamente riveduto in Moldavia e successivamente portato a Bucarest, dove fu nuovamente sottoposto a revisione da parte di una squadra di studiosi della Valacchia (fra i quali vi erano Radu e Şerban Greceanu) con l'aiuto di Şerban Cantacuzino (principe di Valacchia dal 1678 al 1688) e Constantin Brâncoveanu (principe di Valacchia dal 1688 al 1714).
Prima della pubblicazione della Bibbia di Bucarest (1688), furono pubblicate altre traduzioni parziali, come il Vangelo Slavo-Romeno (1551), il Vangelo di Coresi,  il primo a stampare libri in romeno (1561), Il Salterio di Braşov (1570), l'Antico Testamento di Orăştie (1582), Il Nuovo Testamento di Alba Iulia (1648) ed altri. A settembre del 1911 la Società biblica britannica e forestiera stampò l'Antico Testamento di Iasi, con il Nuovo Testamento di Nitzulescu, riveduto dal Professor Garboviceanu e controllato dal Prof Alexics.  Questo ero il testo della Società biblica britannica e forestiera prima che la traduzione di Cornilescu venisse adottata nel 1924. Tale testo, più letterale, fu riveduto da Cornilescu a partire dal 1928 e stampato dalla Società biblica nel 1931, dopo di che non venne più ritampato.
Due traduzioni in romeno sono usate principalmente. La Chiesa ortodossa usa la Versione Sinodale, la traduzione della Bibbia ortodossa romena, pubblicata nel 1988 con le benedizioni del Patriarca Teoctist Arăpașu. Le denominazioni protestanti usano soprattutto la traduzione pubblicata dalla Società Biblica, fatta da Dumitru Cornilescu. Il Nuovo Testamento venne pubblicato nel 1921, e tutta la Bibbia con note nel 1924, ad opera della Società biblica britannica e forestiera. Nel 1989 apparve una revisione non ufficiale ad opera della casa editrice tedesca Gute Botschaft Verlag (GBV); essa cercò di avvicinare maggiormente la traduzione esistente ai manoscritti originali, in una forma grammaticale corretta ed adattata all'evoluzione della lingua romena moderna.
La Società biblica britannica e forestiera (BFBS), operante in Romania tramite la Società biblica interconfessionale della Romania (SBIR), realizzò un'edizione definitiva speciale in occasione del 90º anniversario della Bibbia di Cornilescu nel 2014, correggendo molti errori.
- Petru Pavel Aron
- Constantin Brâncoveanu - in romeno
- Dumitru Cornilescu - protestante, tradusse in romeno
- Gala Galaction - ortodosso romeno, tradusse in romeno
- Radu e Şerban Greceanu - tradussero in romeno

## Confronto
| Traduzione                             | Vangelo di Giovanni (Ioan) 3:16 |
| -------------------------------------- | --- |
| Cornilescu (1924)                      | Fiindcă atît de mult a iubit Dumnezeu lumea, că a dat pe singurul Lui Fiu, pentruca oricine crede în El, să nu piară, ci să aibă viaţă vecinică. |
| Cornilescu (2014)                      | Fiindcă atât de mult a iubit Dumnezeu lumea, că a dat pe singurul Lui Fiu, pentru ca oricine crede în El să nu piară, ci să aibă viaţa veşnică.  |
| Biblia GBV (1989)                      | Fiindcă atît de mult a iubit Dumnezeu lumea, că a dat pe singurul Său Fiu, pentru ca oricine crede în El să nu piară, ci să aibă viaţă veşnică.  |
| Biblia Sinodală Biblia Ortodoxă Online | Căci Dumnezeu aşa a iubit lumea, încât pe Fiul Său Cel Unul-Născut L-a dat ca oricine crede în El să nu piară, ci să aibă viaţă veşnică.         |